# میدوی، شهرستان هاوکینز، تنسی
میدوی (به انگلیسی: Midway) یک منطقهٔ مسکونی در ایالات متحده آمریکا است که در شهرستان هاوکینز، تنسی واقع شده‌است. میدوی ۴۴۴٫۱ متر بالاتر از سطح دریا واقع شده‌است.